# Ixamatus
Genre
Synonymes
- Ixalus L. Koch, 1873

Ixamatus est un genre d'araignées mygalomorphes de la famille des Microstigmatidae.

## Distribution
Les espèces de ce genre sont endémiques d'Australie. Elles se rencontrent au Queensland et en Nouvelle-Galles du Sud.

## Liste des espèces
Selon World Spider Catalog (version 21.0, 26/06/2020) :
- Ixamatus barina Raven, 1982
- Ixamatus broomi Hogg, 1901
- Ixamatus caldera Raven, 1982
- Ixamatus candidus Raven, 1982
- Ixamatus fischeri Raven, 1982
- Ixamatus lornensis Raven, 1985
- Ixamatus musgravei Raven, 1982
- Ixamatus rozefeldsi Raven, 1985
- Ixamatus varius (L. Koch, 1873)
- Ixamatus webbae Raven, 1982

## Publication originale
- Simon, 1887 : Observation sur divers arachnides: synonymies et descriptions. Annales de la Société Entomologique de France, Bulletin des séances et Bulletin bibliographique de la Société Entomologique de France, sér. 6, vol. 7, p. 158-159, 167, 175-176, 186-187 & 193-195 (texte intégral).